# Worms?
Worms? è un videogioco rompicapo pubblicato nel 1983 da Electronic Arts per Atari 8-bit e Commodore 64. Nel 1987 venne ripubblicato con il titolo IQ dalla britannica CRL Group, per gli stessi computer, modificando solo l'introduzione; venne annunciata anche l'uscita di IQ per ZX Spectrum, ma non si verificò.
Il gioco si basa sul disegno di linee spezzate su una griglia ed è simile al gioco di carta e matita Punti e linee. Il disegno avviene in parte attraverso il controllo diretto del giocatore e in parte addestrando la linea ad avanzare da sola, secondo un meccanismo analogo ai vermi di Paterson, un tipo di automa cellulare.
La critica apprezzò soprattutto l'originalità del videogioco.

## Modalità di gioco
Fino a quattro avversari, umani o gestiti dal computer, controllano ciascuno una linea di diverso colore che rappresenta il percorso di un verme (nella versione IQ vengono chiamati SAIL, Super Artificially Intelligent Lifeform - "super forma di vita artificialmente intelligente").
Il gioco si svolge su una griglia esagonale di puntini, che rappresentano il centro di territori, dove ogni puntino può essere collegato ai 6 puntini adiacenti da un tratto di linea. La griglia è inizialmente vuota e i vermi avanzano a turno da un puntino all'altro, ma solo dove la linea tra i due puntini non è già stata tracciata. Chi traccia l'ultimo dei sei tratti in uscita da un puntino conquista definitivamente quel territorio con il suo colore; lo scopo è conquistarne il più possibile.
Inizialmente il giocatore sceglie a ogni turno in quale direzione muovere il verme, ma a ogni mossa il verme memorizza com'era la conformazione dei trattini esistenti attorno al puntino. Quando il verme si trova in un puntino con una conformazione che ha già incontrato in precedenza, esso ripete automaticamente la mossa che aveva fatto il giocatore in quella stessa situazione. Il verme continua così da solo a ogni turno finché non incontra una conformazione che non conosceva, a quel punto il gioco attende di nuovo la scelta del giocatore. Le mosse manuali diventano quindi l'addestramento del verme, e andando avanti nella partita sono sempre meno richieste.
Se il verme esce dal bordo sinistro dello schermo rispunta dal bordo destro, e così per tutti i quattro lati. Se invece finisce in un puntino senza vie d'uscita, il verme muore e non può più fare ulteriori mosse. Quando tutti i vermi muoiono la partita finisce e il vincitore è chi ha ottenuto il maggior numero di territori.
Ci sono diverse note musicali associate al movimento dei vermi nelle varie direzioni, che creano una forma di musica aleatoria durante la partita.
Ciascuno dei quattro vermi può essere impostato in uno dei seguenti modi a inizio partita:
- New - controllato da un giocatore, inizialmente privo di addestramento
- Auto - controllato dal computer, inizialmente privo di addestramento
- Wild - controllato dal computer, addestrato in modo casuale
- Same - mantiene il controllo e l'addestramento ricevuto nella partita precedente
- ---- - non presente (meno di 4 partecipanti)

Inoltre l'addestramento che un verme ha ricevuto può essere salvato su disco e riutilizzato come ulteriore opzione.